# Элмина (форт)

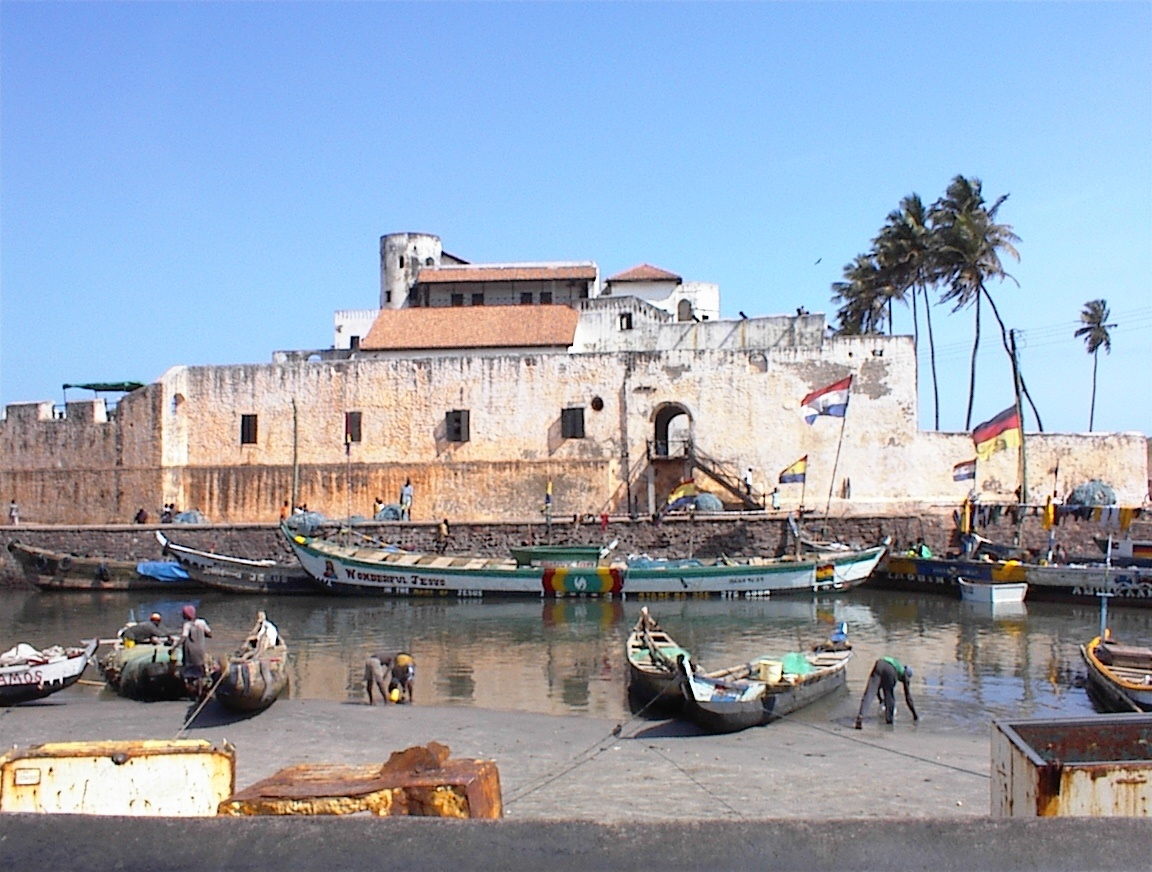
Крепость Элмина

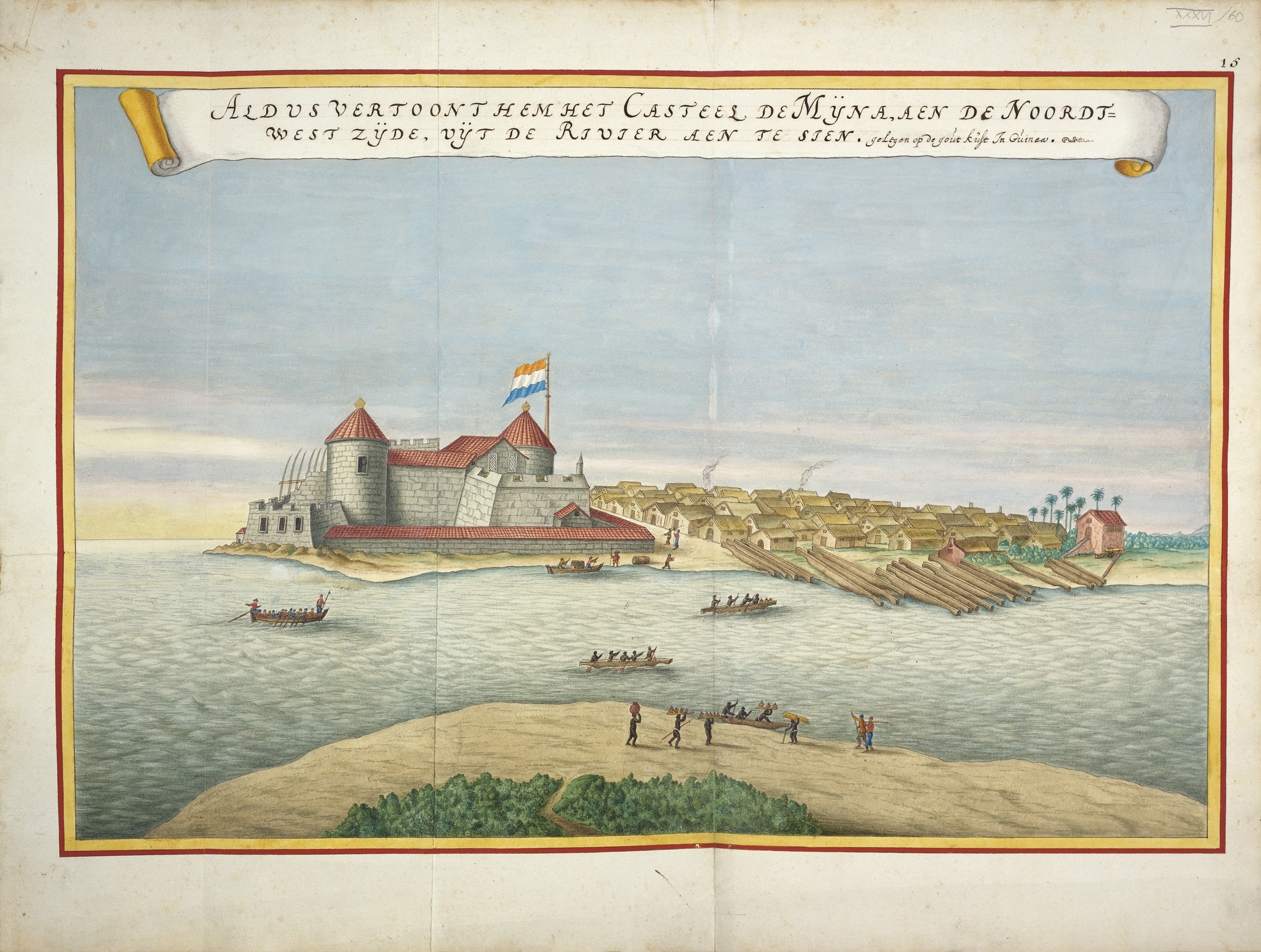
Изображение форта в атласе Блау и ван дер Хема (XVII век)

Элмина (англ. Elmina Castle), также Форт Святого Георгия (St. George’s d’Elmina), также Сан-Жоржи-да-Мина (порт. Castelo de São Jorge da Mina) — форт в Гане, в окрестностях города Элмина у одноимённого мыса на берегу Гвинейского залива.

## Название
Название Элмина происходит от исп. mina — «рудник» из-за непосредственной близости к золотым рудникам Ашанти.

## История
Форт воздвигнут португальцами под командованием Диогу де Азамбужа в 1481—1482 годах, и поэтому, вероятно, является первым фортом, построенным европейцами в Тропической Африке. Форт Элмина является одним из старейших европейских зданий за пределами Европы, а город Элмина считается местом первого контакта между европейцами и местным населением Тропической Африки. Именно из Элмины после участия в строительстве в 1482 году отправился в своё первое плавание к югу Диогу Кан. Дуарте Пачеко Перейра занимал пост губернатора.
Элмина стала первым торговым постом португальцев в Гвинейском заливе и весьма важным для Португальской колониальной империи портом, а также одним из центров работорговли.
В 1637 году крепость была захвачена голландцами и оставалась в их руках до 1872 года, после чего перешла к англичанам и оставалась в их руках вплоть до провозглашения независимости Ганы в 1957 году.
В 1979 году исторический памятник в числе крепостей побережья Ганы включён в список всемирного наследия по версии ЮНЕСКО.

## Крепость в кино
- «Зелёная Кобра» (1988, реж. Вернер Херцог)